# سلام رفیق
سلام رفیق (به انگلیسی: Hello Friend) (که با عنوان eps1.0_hellofriend.mov منتشر شد)، نخستین قسمت از مجموعهٔ تلویزیونی تریلر روان‌شناختی آقای ربات است. فیلم‌نامه این قسمت توسط خالق سریال یعنی سم اسماعیل نوشته شده و نیلز آردن اوپلو آن را کارگردانی کرده‌است. سلام رفیق نخستین بار در تاریخ ۲۴ ژوئن ۲۰۱۵ از طریق شبکه کابلی یواس‌ای نتورک به روی آنتن رفت و ۱٫۷۵ میلیون نفر آن را تماشا کردند که آن را به پرتماشاگرترین  اپیزود آقای ربات تبدیل می‌کند.
سلام رفیق با تحسین گسترده‌ای از سوی منتقدان همراه بود و در زمینه فیلم‌نامه، فیلم‌برداری، موسیقی، تیم بازیگری و به خصوص اجرای رامی ملک مورد تحسین قرار گرفت. البته شباهت بسیار زیاد فضای سریال به فیلم باشگاه مشت‌زنی ساخته دیوید فینچر که به گفته اسماعیل یکی از منابع الهام او در ساخت سریال بوده، مورد انتقاد قرار گرفت. راتن تومیتوز اعلام کرد که ۱۰۰٪ منتقدان نسبت به این قسمت نظر مثبت داشته‌اند که آن را به یکی از تحسین‌شده‌ترین اپیزودهای تاریخ تلویزیون تبدیل می‌کند.

## داستان
الیوت آلدرسون جوانی تنهاست که در شهر نیویورک زندگی می‌کند. الیوت در شرکت بزرگ آل سیف به عنوان مهندس امنیت مشغول به کار است اما او یک زندگی پنهانی نیز دارد. الیوت یک هکر بسیار حرفه‌ای است و با هک کردن آدم‌های اطرافش در مورد آن‌ها اطلاعات کسب می‌کند. الیوت مشکلات شخصی بسیار زیادی دارد. او کم حرف و گوشه‌گیر است و از اختلال تجزیه هویت، اختلال اضطراب اجتماعی و همچنین اختلال افسردگی اساسی رنج می‌برد. بزرگترین مشتری آل سیف، شرکت ای کورپ نام دارد که الیوت آن را ایول کورپ (شرکت شیطانی) می‌خواند زیرا معتقد است که این شرکت در حال آسیب زدن به جامعه و مردم است. یک شب شرکت آل سیف مورد حمله هکرهایی ناشناس قرار می‌گیرد. الیوت از سوی رئیس آل سیف که گیدیون نام دارد فراخواند می‌شود تا مشکل را حل کند. الیوت سرانجام موفق به دفع حمله می‌شود. تحقیقات بعدی او را به گروهی از هکرها موسوم به اف سوسایتی (جامعه لعنتی) می‌کشاند. روز بعد مردی ناشناس که بر روی کتش عنوان «آقای ربات» به چشم می‌خورد به سراغ الیوت می‌آید. آقای ربات به الیوت می‌گوید که هک کردن آل سیف کار آن‌ها بود و گروه او قصد دارد که در یک هک بزرگ ای کورپ را نابود و بدهی‌های مردم را پاک کند. آقای ربات الیوت را به گروهش دعوت می‌کند. اعضای گروه عبارتند از دارلین (دختری بد دهن که تخصص اصلیش در نوشتن بد افزارهاست)، شاما/ترنتون (تنها عضو مسلمان گروه که برنامه‌نویسی خبره است) و موبلی و رومرو که هردو هکرهایی باهوش هستند. الیوت ابتدا قبول نمی‌کند اما با مرور اتفاقات بالاخره قبول می‌کند به اف سوسایتی بپیوندد.

## بازیگران
- رامی ملک
- کارلی چایکین
- پورتیا دوبلدی
- فرانکی شا
- مارتین والستروم
- کریستین اسلیتر